# Arctostaphylos tomentosa
Arctostaphylos tomentosa est une espèce d’arbustes endémique de Californie.
Elle prospère dans les canyons du chaparral, les contreforts et les montagnes de basse altitude. L’un de ses habitats les plus spécifiques se trouve dans les forêts de cyprès de Monterey, à Point Lobos, ainsi que dans la forêt Del Monte, situées dans le comté de Monterey, en Californie.